# Związek Polskich Gimnastycznych Towarzystw Sokolich w Cesarstwie Austriackim
Związek Polskich Gimnastycznych Towarzystw Sokolich w Cesarstwie Austriackim – organizacja działająca w latach 1892–1918 na terenie Cesarstwa Austrii. W 1920 roku weszła w skład Związku Towarzystw Gimnastycznych "Sokół" w Polsce.

## Historia
Pierwsze gniazdo na wzór czeskiego Sokoła powstało 7 lutego 1867 we Lwowie i nosiło nazwę Towarzystwo Gimnastyczne we Lwowie. Przyjęto statut Dopiero dwa lata później wzorem czeskim dodano do niej człon „Sokół”. Przez 17 lat działało we Lwowie Towarzystwo Gimnastyczne „Sokół”, zwane później „Sokołem Macierzą”. W 1884 roku powstały gniazda w Tarnowie i Stanisławowie. W następnym roku powstały gniazda wː Przemyślu, Krakowie, Kołomyi i Tarnopolu. W 1887 roku powstaje gniazdo w Nowym Sączu i Jaśle, a w 1889 w Sanoku, w 1892 w Gorlicach. Na początku lat 90 XIX wieku zaczęły powstawać gniazda sokole poza Galicją. W 1891 roku powstało w Cieszynie, a w 1892 roku w Czerniowcach na Bukowinie. Do 1892 roku Towarzystwa były samodzielnymi organizacjami, nawet gdy w statutach miały zapis, że są filią Towarzystwa we Lwowie. Ich związek był najczęściej związany z punktem statutu, który zakładał, że w razie likwidacji towarzystwa majątek placówki przejmie Towarzystwo we Lwowie.
W 1892 powstała jednolita organizacja pod nazwą „Związek Polskich Gimnastycznych Towarzystw sokolich w Cesarstwie Austriackim”, którego siedzibą był Lwów. 23 grudnia 1892 roku Związek otrzymał zgodę na działalność reskryptem Ministerstwa Spraw Wewnętrznych. Od 1 lipca 1893 organem prasowym Związku został Przewodnik Gimnastyczny Sokół.
Po odzyskaniu przez Polskę niepodległości ruch sokoli z trzech zaborów został zjednoczony. W 1921 roku powstał Związek Towarzystw Gimnastycznych "Sokół" w Polsce. Towarzystwa należące do Związku Polskich Gimnastycznych Towarzystw Sokolich w Cesarstwie Austriackim podzielono na dwie części. Część z nich znalazła się w dzielnicy krakowskiej, a pozostałe w dzielnicy małopolskiej z siedzibą we Lwowie. W jej skład dzielnicy małopolskiej weszły dawne okręgi IV przemyski, V lwowski, VI tarnopolski, VII stanisławowski, IX stryjski i X kołomyjski, a krakowskiej I krakowski, II tarnowski, III rzeszowski, VIII cieszyński.

### Gniazda włościańskie
Zwolennikami powstawania gniazd Sokoła na wsi byli dwaj działacze związani z ruchem narodowymː Zygmunt Balicki i Władysław Turski. W 1895 roku powstało pierwsze takie gniazdo w Jeleniu koło Jaworzna. Wśród gniazd włościańskich znalazły się towarzystwa wː Bieńczycach, Chorostkowie, Chłopach, Delejowie, Gdowie, Hołoskowie, Medusze, Michalkowicach i Mogile. Pomimo apeli Zarządu Związku o zakładanie gniazd na wsi i przygotowaniu w Krakowie odrębnego statutu „Sokoła wiejskiego” gniazda na wsi dość szybko zamierały i niewiele z nich działało dłużej.

## Sztandary
Przed II Zlotem, który odbył się w 1894 roku we Lwowie wiele Towarzystw otrzymało sztandary. Były to gniazda wː Stryju, Kołomyi, Łańcucie, Przemyślu, Stanisławowie, Tarnowie, Tarnopolu i Wadowicach.
Podczas Zlotu Związek otrzymał własny sztandar. Projekt przygotował Stanisław Dębicki, a haft wykonano w stowarzyszeniu pracy kobiet we Lwowie pod kierunkiem Bronisławy Czajkowskiej. Sokoła za którym wstaje słońce wolności wyszyła M. Nowakowa. Otaczały go herby miast będących siedzibami towarzystw związkowych. W momencie wręczenia miał tylko jedno lico, na drugiej stronie miał znaleźć się wyhaftowany na białym tle obraz Matki Boskiej Częstochowskiej, który znajdował się na wystawie kościuszkowskiej.

## Okręgi
W 1894 roku podjęto decyzję na podział Związku na 7 okręgów technicznych:
I krakowski z gniazdami: Kraków, Bochnia, Jaworzno, Myślenice, Oświęcim, Podgórze, Wadowice, Wieliczka i Żywiec.
II tarnowski z gniazdami: Tarnów, Brzesko, Dąbrowa, Gorlice, Limanowa, Nowy Sącz, Pilzno, Stary Sącz i Wojnicz.
III rzeszowski z gniazdami: Rzeszów, Brzozów, Jasło, Krosno, Łańcut, Ropczyce, Tarnobrzeg, Tyczyn.
IV przemyski z gniazdami: Przemyśl, Jarosław, Jaworów, Radymno, Sambor, Sanok, Zagórz.
V lwowski z gniazdami: Lwów I, Chodorów, Drohobycz, Gródek, Lwów II, Rohatyn, Stryj, Sokal, Żółkiew.
VI tarnopolski z gniazdami: Tarnopol, Brody, Brzeżany, Trembowla, Założyce, Zbaraż, Złoczów.
VII stanisławowski z gniazdami: Stanisławów, Buczacz, Czerniowce, Czortków, Delatyn, Kałusz, Kołomyja, Śniatyn, Zaleszczyki.
Nowe gniazda były przydzielane do właściwego okręgu. Okręgi organizowały ćwiczenia, lustracje techniczne i zloty okręgowe.
Tworzono oddziały konne, wioślarskie, kolarskie i sekcje gimnastyczne.

## Prezesi
- 1893–1897 Tadeusz Romanowicz[6]
- 1898–1899 Antoni Dziędzielewicz[14]
- 1899–1918 Ksawery Fiszer[14]

Wiceprezesami byli prezesi „Sokoła” krakowskiegoː
- 1893–1989 Wawrzyniec Styczeń[14]
- 1989–1918 Władysław Turski[14]